# Euphorbia baxanica
Euphorbia baxanica är en törelväxtart som beskrevs av Anatol I. Galushko. Euphorbia baxanica ingår i släktet törlar, och familjen törelväxter. Inga underarter finns listade i Catalogue of Life.